# Alex Tjong
Alex Yuwan Tjong (Campinas, 1 de março de 1991) é um jogador brasileiro de badminton.

## Trajetória esportiva
Descendente de chineses e indonésios, Alex Tjong começou a jogar badminton em 1997, na Sociedade Hípica de Campinas.
Sua primeira participação na seleção brasileira foi em 2004, quando foi à Lima, no Peru, para disputar o Campeonato Pan-Americano Júnior, ocasião em que conquistou sua primeira medalha internacional, junto com Caio Pupo, na época seu parceiro na categoria de duplas masculinas sub-15.
Alex integrou a delegação nacional que disputou os Jogos Pan-Americanos de 2011, em Guadalajara, no México, e também a delegação que foi aos Jogos Pan-Americanos de 2015, em Toronto, no Canadá, onde conquistou a medalha de bronze em duplas mistas, junto à Lohaynny Vicente. Tjong e Vicente foram pioneiros em conquistarem uma medalha para o país na categoria de duplas mistas.